# 乃木坂、逃避行。
『乃木坂、逃避行。』（のぎざかとうひこう）は、2024年7月5日よりLeminoで配信されている乃木坂46のメンバーが2人1組で1泊2日の旅をするドキュメントバラエティー番組である。乃木坂46の冠番組。

## 概要
毎回”とある”関係性の乃木坂46のメンバー2人が旅人となり、「今、どうしても行きたい場所」の1泊2日の旅行計画を立て、その模様を配信するドキュメントバラエティー。 キービジュアルは乃木坂46の池田瑛紗が担当した。
2024年12月17日、SEASON2の制作が決定し、2025年1月10日から配信されることが発表された。
2025年3月12日、キャンペーンとして本番組のSEASON1を同日12:00〜3月25日23:59まで二週間の無料配信を実施。
2025年6月27日、SEASON3の制作が決定し、2025年7月4日から配信されることが発表された。

## 配信日程

### SEASON1
| Episode | 配信日  | 旅行先         | 旅行先         | 出演者                                  |
| ------- | ------- | -------------- | -------------- | --------------------------------------- |
| 1       | 7月5日  | 北海道         | 前編           | 梅澤美波 久保史緒里                     |
| 2       | 7月12日 | 北海道         | 後編           | 梅澤美波 久保史緒里                     |
| 3       | 7月19日 | 島根県 鳥取県  | 前編           | 遠藤さくら 弓木奈於                     |
| 4       | 7月26日 | 島根県 鳥取県  | 後編           | 遠藤さくら 弓木奈於                     |
| 5       | 8月2日  | 沖縄県         | 前編           | 五百城茉央 井上和                       |
| 6       | 8月9日  | 沖縄県         | 後編           | 五百城茉央 井上和                       |
| SP1     | 8月16日 | 北海道・島根県 | 北海道・島根県 | 梅澤美波 久保史緒里 遠藤さくら 弓木奈於 |
| SP2     | 8月23日 | 鳥取県・沖縄県 | 鳥取県・沖縄県 | 遠藤さくら 弓木奈於 五百城茉央 井上和   |
| 7       | 8月30日 | 岐阜県         | 前編           | 田村真佑 池田瑛紗                       |
| 8       | 9月6日  | 岐阜県         | 後編           | 田村真佑 池田瑛紗                       |
| 9       | 9月13日 | 静岡県 山梨県  | 前編           | 賀喜遥香 菅原咲月                       |
| 10      | 9月20日 | 静岡県 山梨県  | 後編           | 賀喜遥香 菅原咲月                       |
| 11      | 9月27日 | タイ王国       | 前編           | 与田祐希 筒井あやめ                     |
| 12      | 10月4日 | タイ王国       | 後編           | 与田祐希 筒井あやめ                     |

### SEASON2
| Episode | 配信日  | 旅行先        | 旅行先 | 出演者              |
| ------- | ------- | ------------- | ------ | ------------------- |
| 1       | 1月10日 | 熊本県        | 前編   | 伊藤理々杏 与田祐希 |
| 2       | 1月17日 | 熊本県        | 後編   | 伊藤理々杏 与田祐希 |
| 3       | 1月24日 | 長野県        | 前編   | 林瑠奈 松尾美佑     |
| 4       | 1月31日 | 長野県        | 後編   | 林瑠奈 松尾美佑     |
| 5       | 2月7日  | 福岡県        | 前編   | 金川紗耶 菅原咲月   |
| 6       | 2月14日 | 福岡県        | 後編   | 金川紗耶 菅原咲月   |
| 7       | 2月21日 | 大阪府 京都府 | 前編   | 筒井あやめ 川﨑桜   |
| 8       | 2月28日 | 大阪府 京都府 | 後編   | 筒井あやめ 川﨑桜   |
| 9       | 3月7日  | 長崎県        | 前編   | 柴田柚菜 奥田いろは |
| 10      | 3月14日 | 長崎県        | 後編   | 柴田柚菜 奥田いろは |
| 11      | 3月21日 | 台北市        | 前編   | 梅澤美波 小川彩     |
| 12      | 3月28日 | 台北市        | 後編   | 梅澤美波 小川彩     |

### SEASON3
| Episode | 配信日          | 旅行先        | 旅行先 | 出演者                |
| ------- | --------------- | ------------- | ------ | --------------------- |
| 1       | 7月4日          | 山形県 福島県 | 前編   | 弓木奈於 中西アルノ   |
| 2       | 7月11日         | 山形県 福島県 | 後編   | 弓木奈於 中西アルノ   |
| 3       | 7月18日         | 愛媛県        | 前編   | 遠藤さくら 五百城茉央 |
| 4       | 7月25日         | 愛媛県        | 後編   | 遠藤さくら 五百城茉央 |
| 5       | 8月1日          | 新潟県        | 前編   | 久保史緒里 井上和     |
| 6       | 8月8日          | 新潟県        | 後編   | 久保史緒里 井上和     |
| 7       | 8月15日〈予定〉 | 兵庫県        | 前編   | 岩本蓮加 冨里奈央     |
| 8       | 8月22日〈予定〉 | 兵庫県        | 後編   | 岩本蓮加 冨里奈央     |

## スタッフ
- 編成：三浦寿孝、奥田直貴
- CAM：田中雅美
- AUD：鈴木美奈
- 演出：尾関美有
- スチール：藤澤孝代
- ロゴデザイン：UBUNA Hikari Asano
- 音効：齋藤資典
- 編集：李恩求
- MA：大貫拓斗
- 撮影協力：共テレ、AOI Pro.
- 番組宣伝：駒野真以、板橋美奈
- AD：長島奈月、高宮大聖
- AP：須藤はるな
- ディレクター：吉田萌海、碧山莉那、小林美海
- プロデューサー：黒須毅、中根美里、鈴木快明、須賀田大、長尾真
- エグゼクティブプロデューサー：斉藤卓司、秋元伸介
- 制作：ワールドキャリア、K-max
- 制作協力：乃木坂46合同会社、Y&N Brothers
- 製作著作：NTTドコモ